# Zweite Schlacht von Herdonia
Koordinaten: 41° 19′ 0″ N, 15° 38′ 0″ O
Saguntum – Lilybaeum II – Rhone – Ticinus – Trebia – Cissa – Trasimenischer See – Ager Falernus – Geronium – Cannae – Nola I – Nola II – Ibera – Cornus – Nola III – Beneventum I – Syrakus – Tarentum I – Capua I – Beneventum II – Silarus – Herdonia I – Obere Baetis – Capua II – Herdonia II – Numistro – Asculum – Tarentum II – Neu Karthago – Baecula – Grumentum – Metaurus – Ilipa – Crotona – Große Felder – Cirta – Zama
Die Zweite Schlacht von Herdonia war ein Gefecht zwischen Römern und Karthagern um 210 v. Chr. im Zweiten Punischen Krieg.

## Vorgeschichte
Das Römische Reich hatte nun schon bei Trebia, dem Trasimenischen See und Cannae Niederlagen erlitten und die Kampfbereitschaft der Bundesgenossen Roms begann zu schwinden. Außerdem begannen die Samniten und andere italienische Völker gegen die Vorherrschaft der Römer zu rebellieren. Was Gnaeus Fulvius Centumalus, der römische Konsul von 211 v. Chr., nun brauchte, war ein Sieg, der den Respekt vor Rom wiederherstellte und das karthagische Heer schwächte. Aus diesen Gründen ließ er mit seinen fünf unvollständigen Legionen die Stadt Herdonia belagern, die zwei Jahre zuvor von Hannibal erobert worden war.

## Die Schlacht
Hannibal war schon vom Anmarsch der Römer unterrichtet worden, er hatte eine Übermacht an Kriegern in der Stadt postiert. Und er wusste vom Übermut des Prokonsuls Centumalus. So ließ er seine Infanterie aus dem Südtor treten, wohlwissend, dass die Römer sofort angreifen würden, was sie dann auch taten. Wie es bei römischen Städten der Fall war, hatte auch Herdonia vier Tore, in jeder Himmelsrichtung eins. Durch eines dieser Seitentore ließ er seine numidischen Reiter ausbrechen, die dem römischen Heer in den Rücken fielen. Die Schlacht dauerte nur kurz, nach dem Tod des Centumalus verließ die meisten Männer der Mut und sie flohen vom Schlachtfeld. Die Karthager verfolgten die Flüchtenden und brachten viele von ihnen um. Die Überlebenden liefen zum Lager des Marcellus.

## Folgen
Diese Niederlage hatte für Rom fatale Folgen, nicht nur wegen des Todes so vieler Römer, sondern auch durch die politischen Unruhen im Land, die nun verstärkt ausbrachen. Die römischen Überlebenden wurden den Legiones Cannenses als Strafversetzung zugeteilt.